# 백인기 (서대문구의원)
백인기(白仁基, 1955년 5월 26일 ~ )는 대한민국의 전직 새정치민주연합 상임고문 겸 상임위원 등을 지낸 전직 정치인 출신인데, 지난날 전직 초선 서울특별시 서대문구의회 제6대 서대문구의원이었다.

## 학력
- 5년제 한국방송통신대학교 행정학과 학사 졸업

### 비학위 수료
- 연세대학교 행정대학원 행정학 석사 졸업

## 경력
- 정책분석 평가사
- 연세대학교 행정대학원 연지포럼 회장
- 서울시 서부경찰서 경찰발전위원
- 민주당 당무위원 겸 同黨 서울시당 직능위원회 부위원장
- 민주당 당무위원 겸 同黨 서울시당 정치아카데미 1기 집행위원회 부위원장
- 민주당 당무위원 겸 同黨 서울시당 서대문구 을 직능위원장
- 서울 서대문구 태권도협회 자문위원장
- 2010.07 ~ 2012.12 제6대 서울특별시 서대문구의회 의원
- 2010.07 ~ 2012.07 제6대 서울특별시 서대문구의회 전반기 예산결산위원회 위원장
- 2012.07 ~ 2012.12 제6대 서울특별시 서대문구의회 후반기 의회운영위원회 부위원장
- 2012.07 ~ 2012.12 제6대 서울특별시 서대문구의회 후반기 행정복지위원회 위원

## 역대 선거 결과
|  | 8.42% |

|  | 30.84% |